# Sōsai
La palabra japonesa sosai (en japonés, 総裁, "sōsai") significa aproximadamente "presidente" o "director general". Se utiliza para designar:

## Política
- Sosai, o presidente del gobierno, fue utilizado únicamente para designar al primer ministro Imperial: desde 1 de enero de 1868 (Anteriormente en el que no existía el gabinete de ministros y presidente, sólo era el consejero en jefe: Kampaku al que reinaba Tennō (emperador) y los términos Rōjū y Tairō al que gobernaba de facto Shogun parecido al valido) hasta el 11 de junio de 1868: el príncipe Taruhito Arisugawa (desde 1835 hasta 1895); junto al despacho del primer ministro estaba U Daijin, "ministro de Derecho", que en 1871 se abrevió en Daijjin.

- Sosai fue también el título del almirante Enomoto Takeaki (1836–1908), elegido presidente (27 de enero de 1869 al 27 de junio de 1869) de la corta independencia de la República de Ezo actual Isla de Hokkaidō, que fueron vencidos por tropas Imperiales.

- Sosai, o presidente del Partido demócrata liberal, es oficialmente el nombre que recibe el líder del LDP.

## Otras acepciones
Es utilizado oficialmente también en algunos deportes, negocios y organizaciones caritativas (ONG). También se utiliza para designar los responsables de organizaciones extranjeras.
El más famoso sin lugar a duda como Sosai es Masutatsu Oyama quien se ganó este apelativo por haber creado una rama del Karate llamada Kyokushinkai muy difundida por occidente. Este gran ídolo es casi como un dios para los practicantes del kyokushin.
- Datos: Q2660648